# محمود وادي
محمود وادي (من مواليد 19 ديسمبر 1994) هو لاعب كرة قدم فلسطيني يلعب ك‍مهاجم في نادي بيراميدز في الدوري المصري الممتاز وفي المنتخب الوطني الفلسطيني. ويطلق على وادي اسم «البرج» بسبب طول قامته وأهدافه المنتظمة التي يسجلها برأسه.

## وصلات خارجية
- محمود وادي على موقع قاعدة بيانات كرة القدم.إي يو (الإنجليزية)
- محمود وادي على موقع ناشيونال فوتبول تيمز (الإنجليزية)
- محمود وادي على موقع Soccerway.com (الإنجليزية)

- محمود وادي  على سكروي